# Lamar (South Carolina)
Lamar is een plaats (town) in de Amerikaanse staat South Carolina, en valt bestuurlijk gezien onder Darlington County.

## Demografie
Bij de volkstelling in 2000 werd het aantal inwoners vastgesteld op 1015.
In 2006 is het aantal inwoners door het United States Census Bureau geschat op 1003, een daling van 12 (-1,2%).

## Geografie
Volgens het United States Census Bureau beslaat de plaats een oppervlakte van
3,0 km², geheel bestaande uit land. Lamar ligt op ongeveer 55 m boven zeeniveau.

## Plaatsen in de nabije omgeving
De onderstaande figuur toont nabijgelegen plaatsen in een straal van 24 km rond Lamar.

## Geboren
- David Beasley (1957), gouverneur van South Carolina (1995-1999)